# Eugene Fama
Eugene Francis "Gene" Fama (Boston, 14 februari 1939) is een Amerikaans econoom.
Eugene Fama is bekend geworden vanwege zijn prestaties op het gebied van moderne portefeuilletheorie en de efficiënte markt hypothese. Hij begon zijn studie met Frans aan de Tufts-universiteit. Na het halen van zijn undergraduate in 1960 promoveerde Fama aan de Universiteit van Chicago, waar hij ook zijn MBA haalde. Hij is zijn hele carrière verbonden gebleven aan de Universiteit van Chicago.
Eugene Fama promoveerde op de stelling dat aandelenkoersen onvoorspelbaar zijn en een willekeurig patroon volgen (een random walk). Hij publiceerde dit in de Journal of Business in 1965 in een artikel genaamd The Behavior of Stock Market Prices.

## Drie factor model
Samen met auteur Kenneth French heeft Eugene Fama vraagtekens geplaatst bij het CAPM model, dat stelt dat het gemiddelde rendement van een aandeel alleen te verklaren zou zijn door de beta. Met French ontwikkelde hij het succesvolle drie factor model dat naast de beta ook de omvang van een onderneming (marktkapitalisatie) en de book-to-market ratio meeneemt. Het book-to-market aspect is feitelijk het onderscheid tussen groei- en waarde-aandelen. Het drie factor model kan als volgt worden uitgeschreven:
{\displaystyle r-R_{f}=\beta _{3}(K_{m}-R_{f})+bs\cdot SMB+bv\cdot HML+\alpha }

## Erkenning[2]
In 1995 ontving hij de titel van doctor honoris causa van de KU Leuven, in 2002 werd hij doctor of science honoris causa aan de Tufts University.
Hij was de laureaat van de meest prestigieuze onderzoeksonderscheidingen voor financiewezen, de Deutsche Bank Prize in Financial Economics ontving hij in 2005, de Morgan Stanley American Finance Association Award for Excellence in Finance in 2007 en de Onassis Prize in Finance in 2009.
In 2006 ontving hij de Nicholas Molodovsky Award van het CFA Institute en in 2007 de Fred Arditti Innovation Award van het CME Center for Innovation.
In 2013 kreeg hij samen met Lars Peter Hansen en Robert Shiller de Prijs van de Zweedse Rijksbank voor economie voor hun empirische analyse van de prijzen van activa. 
- CiNii: DA00177746
- Gemeinsame Normdatei: 137549644
- International Standard Name Identifier: 0000 0000 8172 8909
- Library of Congress Control Number: n87801775
- Mathematics Genealogy Project: 81048
- Bibliotheek van het Japanse parlement: 00439193
- Nationale Bibliotheek van Tsjechië: vse2013749466
- Nationale Bibliotheek van Israël: 987007274762705171
- Nationale Bibliotheek van Polen: a0000002744859
- Nederlandse Thesaurus van Auteursnamen: 068546254
- SNAC: w6655dh0
- Système universitaire de documentation: 090255305
- Virtual International Authority File: 108162728
- WorldCat: E39PBJwXb4V43MTJxYP9VFWYyd

1969: Frisch, Tinbergen ·
1970 : Samuelson ·
1971: Kuznets ·
1972: Hicks, Arrow ·
1973: Leontief ·
1974: Myrdal, Hayek ·
1975: Kantorovitsj, Koopmans ·
1976: Friedman ·
1977: Ohlin, Meade ·
1978: Simon ·
1979: Schultz, Lewis ·
1980: Klein ·
1981: Tobin ·
1982: Stigler ·
1983: Debreu ·
1984: Stone ·
1985: Modigliani ·
1986: Buchanan ·
1987: Solow ·
1988: Allais ·
1989: Haavelmo ·
1990: Markowitz, Miller, Sharpe ·
1991: Coase ·
1992: Becker ·
1993: Fogel, North ·
1994: Harsanyi, Nash, Selten ·
1995: Lucas ·
1996: Mirrlees, Vickrey ·
1997: Merton, Scholes ·
1998: Sen ·
1999: Mundell ·
2000: Heckman, McFadden ·
2001: Akerlof, Spence, Stiglitz ·
2002: Kahneman, Smith ·
2003: Engle, Granger ·
2004: Kydland, Prescott ·
2005: Aumann, Schelling ·
2006: Phelps ·
2007: Hurwicz, Maskin, Myerson ·
2008: Krugman ·
2009: Ostrom, Williamson ·
2010: Diamond, Mortensen, Pissarides ·
2011: Sims, Sargent ·
2012: Roth, Shapley  ·
2013: Fama, Hansen, Shiller  ·
2014: Tirole  ·
2015: Deaton  ·
2016: Hart, Holmström ·
2017: Thaler ·
2018: Nordhaus, Romer ·
2019: Banerjee, Duflo, Kremer ·
2020: Milgrom, Wilson ·
2021: Imbens, Angrist, Card ·
2022: Bernanke, Diamond, Dybvig ·
2023: Goldin ·
2024: Acemoglu, Johnson, Robinson